# 夏服のイヴ (サウンドトラック)
『オリジナル・サウンドトラック 夏服のイヴ 〜FREEZE & SKY〜』（オリジナル・サウンドトラック なつふくのいヴ フリーズ アンド スカイ）は、松田聖子主演の映画「夏服のイヴ」の2枚組サウンドトラック。1984年7月7日発売。発売元は CBS・ソニー。

## 解説
ニュージーランドを舞台に、スクリーンに拡がる華麗な鼓動の香り。
主題歌は松田のシングル「時間の国のアリス/夏服のイヴ」2曲目の「夏服のイヴ」。

## 収録曲

### Disc 1
1. Kindergarten
2. ふたりきりでドライブしようと思ったのに
3. 宗方家書斎
4. MANSION
5. 「みんな元気でね」
6. 婚約!
7. New Zealand
8. リビング
9. 南十字星
10. 「何が俺たちよ」
11. ワナカのホテル
12. 夏服のイヴ

### Disc 2
1. YELLOW BEAM
2. LANDSCAPE
3. FOR SEIKO
4. EVE IN A SUMMER DRESS
5. SMILE & TEARS
6. BREEZE & SKY
7. WHISPER
8. OCEAN
9. ROSE HAT

## 関連作品
- 松田聖子オリジナル・サウンドトラック集 1981〜1985